# Eckhart Tolle
Eckhart Tolle (Ulrich Leonard Tölle, Lünen, Njemačka, 16. veljače 1948.) newageovski publicist i predavač.

## Životopis
Tolle je rođen u Njemačkoj, a djetinjstvo je proveo u Španjolskoj. Do trinaeste godine patio je od kronične tjeskobe protkane depresijom i razmišljao o samoubojstvu.
U Londonu je studirao filozofiju, psihologiju i književnost. U dvadeset i devetoj godini života doživio je, prema vlastitim riječima, "duhovnu preobrazbu", nešto nalik uvučenosti u "vrtlog energije", što je postalo prekretnicom u njegovu životu. Nakon toga u Londonu počinje raditi s pojedincima i manjim skupinama kao savjetnik i duhovni učitelj i piše priručnike samopomoći u kojima iznosi svoje iskustvo.
Od 1995. godine živi i radi u Vancouveru. Također drži predavanja diljem svijeta.

## Djela
- Moć sadašnjeg trenutka: vodič prema duhovnom prosvjetljenju (The Power of Now: A Guide to Spiritual Enlightenment, 1997.)[2]
- Moć sadašnjeg trenutka u praksi : suštinska učenja, meditacije i vježbe iz knjige "Moć sadašnjeg trenutka" (Practicing the Power of Now: Essential Teachings, Meditations, and Exercises from The Power of Now, 2001.)[3]
- Nova zemlja: osvješćivanje životne svrhe (A New Earth: Awakening to Your Life’s Purpose, 2005.)[4]
- Govor tišine (Stillness Speaks: Whispers of Now, 2003.)[5]
- Jedinstvo sa svim živim (Oneness With All Life: Inspirational Selections from A New Earth, 2008.)[6]

## Vanjske poveznice
Mrežna mjesta
- www.eckharttolle.com  Arhivirana inačica izvorne stranice od 29. studenoga 2006. (Wayback Machine), službeno mrežno mjesto
- Josip Blažević, Eckhart Tolle i njegova "moć sadasnjeg trenutka" u dubokom su sukobu s krscanskom vjerom, www.bitno.net, 22. kolovoza 2015.